# 卡爾·貝姆
卡爾·奧古斯都·列奧波德·貝姆（德語：Karl August Leopold Böhm，1894年8月24日—1981年8月14日），奥地利指揮家，以詮釋莫札特、華格納和理查·史特勞斯的作品聞名。
卡爾·貝姆指揮過數量眾多的著名交響樂團，與维也纳爱乐乐团的關係尤其緊密，和柏林愛樂樂團也合作錄製過許多唱片，其中包括莫札特的交響曲全集。伯姆還指揮過歐美各地許多著名歌劇院的演出，比如大都會歌劇院、柏林國立歌劇院，與拜羅伊特音樂節、萨尔茨堡音乐节等很多音樂節保持著幾十年的緊密聯繫。卡爾·伯姆錄製了許多唱片，其中一些還拍成了電影，他指揮演出的重點是德奧古典和浪漫時期的作品。在德累斯頓的時候，他與理查·施特勞斯相交甚好，因而指揮過他很多作品的首演。在公眾心目中，與同胞卡拉揚涉足甚廣的風格不同，貝姆更多的被認為是一位本土音樂家，他們同為維也納愛樂至今為止僅有的兩位榮譽指揮（德語：Ehrendirigent）。

## 生平

### 早年
貝姆出生於奧地利格拉茨一個熱愛音樂的家庭，父親雖然知道他有音樂天賦並為之高興，但並不十分同意讓音樂成為卡爾·貝姆的職業。貝姆於是在做指揮助理、學習音樂的同時學習法律，後就讀於維也納音樂學院、格拉茨音樂學院格拉茨音樂學院學習鋼琴和音樂理論。

### 職業生涯
貝姆1917年在家鄉格拉茨開始職業指揮生涯，同年他指揮了卡尔·戈德马克的歌劇《薩金根的號手》。1919年升任助理音樂總監，1920年正式成為格拉茲劇院的音樂總監，展現出其在歌劇詮釋上的潛力與組織能力。1921年在布鲁诺·瓦尔特的支持下成為慕尼黑巴伐利亞國立歌劇院助理指揮，並在此期間首次與理查·施特勞斯的作品接觸，1923年即指揮了其歌劇《納克索斯島的阿莉亞德妮》。1927年貝姆被任命為達姆施塔特市立劇院總監，在此首度接觸表現主義與新音樂，並於1928年指揮了阿尔班·贝尔格的《伍采克》。1931年遷職漢堡國立歌劇院。1933年，他於維也納首度指揮華格納的《特里斯坦与伊索尔德》，是他與維也納舞台建立長期關係的開端。
1934年受邀接替弗里茨·布施，任職德累斯顿国家管弦乐团首席指揮，至1943年止。德勒斯登的九年是貝姆生涯的關鍵，不僅提升了他在德語地區的聲望，也奠定他作為理查·史特勞斯主要合作者之一的地位。1935年與1938年，他分別指揮首演了《沉默的女人》和《達芙妮》，後者更由史特勞斯親自題獻予他，此皆鞏固了貝姆在新歌劇詮釋領域的領導地位。
1943年，執導維也納國立歌劇院。1944年6月，他指揮了為理查·史特勞斯80歲生日所舉辦的紀念演出，再度呈現《納克索斯島的阿莉亞德妮》。同年8月，貝姆被列入納粹政權的「上帝恩賜名單」，意味著他被視為「國家文化資產」，得以豁免服兵役或前往戰場。由於和納粹黨靠近的歷史，伯姆在戰後被聯軍免去維也納國立歌劇院指揮職務，禁止上臺指揮直至1947年。1948年，他在米蘭的斯卡拉歌劇院重新登台，指揮莫札特的《唐·喬望尼》。1950年至1953年期間，他亦定期前往布宜諾斯艾利斯，參與科隆劇院的德語劇季，並於當地推動《伍采克》與《露露》的演出，甚至嘗試西班牙語演繹版本。1954年，貝姆受邀指揮維也納國立歌劇院重建後的首場演出，象徵其正式重返奧地利音樂主流舞台。1970年因為他對維也納音樂貢獻卓著而榮獲奧地利共和國科學和藝術榮譽勳章。
他在1956年辭去維也納國立歌劇院總監職務，開始將重心轉向國際巡演與錄音計畫。1957年起，他成為紐約大都會歌劇院的常客，並在1960年代擔任多部現代與傳統歌劇的首席客座指揮。包括《沒有影子的女人》、《伍采克》和《納克索斯島的阿莉亞德妮》等作品，皆由他帶入美國主流舞台。1962年，貝姆於拜罗伊特音乐节首度登台，指揮《特里斯坦與伊索爾德》，深受好評。1965年至1967年間，他指揮《尼伯龙根的指环》四部全本作品，成為該音樂節歷史上備受矚目的版本之一。

### 晚年
晚年的貝姆仍持續活躍於指揮舞台，不僅未曾正式退休，亦未因健康衰退而中斷演出。1970年代與德意志留聲機公司合作，錄製了莫札特、貝多芬與布拉姆斯的重要交響曲，以及多部華格納與理查·史特勞斯歌劇，這些錄音至今仍被視為必考版本。1973年，他與伦敦交响乐团展開合作，錄製多套德奧曲目，1975年被該團任命為名譽主席，是該團極少數獲此殊榮的非英籍指揮。自四〇年代以來，他也經常回訪萨尔茨堡音乐节，並與諸如潔西·諾曼、赫曼·普莱等年輕歌手合作，展現其對新一代演唱者的接納與支持。1979年，維也納愛樂授予他榮譽指揮稱號，是該團歷史上僅有的兩位獲此頭銜的指揮之一。
1981年8月14日貝姆在薩爾茲堡排練理查·史特勞斯的《厄勒克特拉》時逝世，享年86歲。按照他的遺願，貝姆身後安眠於薩爾茲堡。

## 作品節選

### 錄音
注：标注的年份为录音时间。

#### 歌劇
貝多芬
- 费德里奥，紐約大都會歌劇院，Sony（1960）
- 費黛里奧，柏林國立歌劇院，Memories（1963）
- 費黛里奧，德勒斯登國立樂團，DG（1969）

貝爾格
- 伍采克，柏林國立歌劇院，DG（1965）
- 露露，柏林國立歌劇院，DG（1968）

莫札特
- 魔笛，維也納愛樂，Decca（1955）
- 魔笛，柏林愛樂，DG（1964）
- 女人皆如此，維也納愛樂，Decca（1955）
- 女人皆如此，愛樂管絃樂團，EMI（1962）
- 女人皆如此，維也納愛樂，DG（1974）
- 费加罗的婚礼，維也納愛樂，Philips（1956）
- 費加洛的婚禮，柏林國立歌劇院，DG（1968）
- 唐·喬望尼，布拉格歌劇院，DG（1967）
- 唐·喬望尼，維也納愛樂，DG（1977）
- 后宫诱逃，德勒斯登國立樂團，DG（1973）
- 依多美尼歐，德勒斯登國立樂團，DG（1977）
- 狄托的仁慈，德勒斯登國立樂團，DG（1979）

小约翰·施特劳斯
- 蝙蝠，維也納愛樂，Decca（1971）

理查德·施特劳斯
- 阿卡贝拉，維也納愛樂，DG（1947）
- 納克索島的阿麗亞德妮，維也納愛樂，DG（1954）
- 玫瑰騎士，德勒斯登國立樂團，DG（1958）
- 玫瑰騎士，維也納愛樂，DG（1969）
- 沉默的女人，維也納愛樂，DG（1959）
- 厄勒克特拉，德勒斯登國立樂團，DG（1961）
- 達芙妮，維也納交響樂團，DG（1964）
- 莎樂美，漢堡歌劇院，DG（1970）
- 随想曲，巴伐利亞交響樂團，DG（1971）
- 沒有影子的女人，維也納歌劇院，DG（1977）

華格納
- 尼伯龙根的指环，拜魯特節慶樂團，Philips（1966-67）
- 崔斯坦與依索得，拜魯特節慶樂團，DG（1966）
- 漂泊的荷蘭人，拜魯特節慶樂團，DG（1971）

#### 其他
交響曲
- 莫扎特：46首交响曲
  - DG 427 241-2
  - DG 453 231-2（1960-1969）
- (CD). Double 2 CD. Deutsche Grammophon. 439 681-2.
- (CD). Deutsche Grammophon. 419 318-2.
- 貝多芬：第6號交響曲 & 舒伯特：第5號交響曲，維也納愛樂，DG 447 433-2（1971）

協奏曲
- 貝多芬：第5號鋼琴協奏曲，毛里齊奧·波利尼，維也納愛樂，DG 413 447-2（1979）
- Brandis, Thomas. Cappone, Giusto. Lehmayer, Walter. Schmidl, Peter. Högner, Günther. Faltl, Fritz.  (CD). Deutsche Grammophon. 1966 (KV 364) / 1976 (KV 297b). 429 813-2.

宗教音樂
- Mathis, Edith. Hamari Julia. Ochman, Wiesław. Ridderbusch, Karl.  (CD). Deutsche Grammophon. 413 553-2.

## 個人生活

### 家庭
卡尔·伯姆的儿子是演员、慈善家卡尔海因茨·伯姆。

### 政治立場
由於在二戰期間曾在納粹當局治下演奏，伯姆被盟軍方面列管、調查，並且列為不受歡迎人物，禁止他演出的限令長達兩年之久。遽聞他從未正式加入納粹黨，但相關爭議甚多。
2015年12月，萨尔茨堡音乐节董事會決議在音樂節主建築的「卡爾·貝姆廳」（德語：Karl-Böhm-Saal）加嵌一銘牌，肯認他在政治上的不足之處。

## 外部連結
- 卡爾·貝姆的Discogs页面（英文）
- 卡爾·貝姆在Allmusic上的頁面
- 卡爾·貝姆在互联网电影资料库（IMDb）上的資料（英文）